# Leela
Leela是由比利時程式設計師Gian-Carlo Pascutto所開發的電腦圍棋軟體。

## 簡介
軟體使用中國規則，支援7x7、9x9、13x13，以及標準19x19棋盤，最大可到25x25；支援在Windows、macOS以及Linux平台上使用；支援多CPU及GPU加速計算（透過OpenCL界面，需OpenCL 1.1以上版本）；難度可以透過計算時間、讓子與貼目調整；並提供分析界面讓操作者可以得知Leela對每一步的勝率估算。
- 2016年四月的0.4.6版[3]開始提供免費的完整版本。在這之前免費的版本為Leela lite，不支援19x19以及更大的盤面。
- 2016年六月的0.6.2版[3]開始使用深度卷积神经网络（DCNN），並且透過OpenCL使用GPU計算DCNN，估算這使得棋力大幅增強（約六子）。
- 2016年九月的0.7.0版[3]將最大盤面從37x37降至25x25，並且改善各種效能。估算大約比0.6.2版強半子。
- 2016年十一月的0.8.0版[3]大幅改善CPU與GPU（尤其是Nvidia的部份）的計算效能。估算大約比0.7.0版強1至2子（依照硬體差異）。
- 2017年二月的0.9.0版[3]支援7x7盤面，並且改善效能。估算大約比0.8.0版強1到2子。
- 2017年五月的0.10.0版[3]支援Linux與macOS的圖形化界面。
- 2017年十月的0.11.0版[3]將Windows版本改用Clang/LLVM編譯（原先使用MSVC2017編譯），這使得蒙地卡羅評估（Monte Carlo evaluations）速度快了15%。
- 2020年十二月以MIT許可證釋出原始程式碼[4][5]。

## 成績
Leela在2008年的奧林匹亞電腦遊戲程式競賽中，圍棋19x19項目得到第三名，圍棋9x9項目得到第二名。並且在2017年的第一屆世界智能围棋公开赛初賽取得第八名。

### CGOS
目前在CGOS上最強的帳號為Leela-0.10.5-16t1g，這個帳號是使用AMD Ryzen 1700與Nvidia GeForce GTX 1080 Ti運算，BayesElo約3590分。
目前最新版0.11.0版中，表現最好的帳號是Leela0110_vega6c，BayesElo約3570分。
另外有志願者將0.11.0版設定特殊參數放到CGOS上與其他軟體比較（即leela-0.11.0-p1600），這是為了與Leela Zero比較，所以使用與Leela Zero測試時相同的參數。這個版本BayesElo約3070分。

## 相關連結
- AlphaGo
- Leela Zero
- 電腦圍棋
- 圍棋軟體

## 外部連結
- Leela的官方網站 （英文）
- Leela - a Go program combining Monte Carlo simulations and Neural Networks. （页面存档备份，存于）
- Graphical interface for the Leela Go program. （页面存档备份，存于）